# Sylwester Bednarek
Sylwester Bednarek (ur. 28 kwietnia 1989 w Łodzi) – polski lekkoatleta specjalizujący się w skoku wzwyż. Zawodnik klubu RKS Łódź. Uczestnik igrzysk olimpijskich w Rio de Janeiro (2016).

## Kariera
W 2005, zajął czwarte miejsca podczas mistrzostw świata juniorów młodszych w Marrakeszu, a rok później w mistrzostwach świata juniorów w Pekinie (2006). Szósty zawodnik mistrzostw Europy juniorów w Hengelo (2007). Wicemistrz świata juniorów z Bydgoszczy (2008 – 2,24 m).
W 2009 wywalczył tytuł młodzieżowego mistrza Europy z wynikiem 2,28 m; złoty medal halowych mistrzostw Polski seniorów, zaś 21 sierpnia 2009 roku wywalczył brązowy medal na mistrzostwach świata w Berlinie. 3. miejsce z wynikiem 2,32 m podzielił z Niemcem Raúlem Spankiem. Zajął 10. miejsce w mistrzostwach Europy w Barcelonie (2010).
Po sezonie 2010 Bednarek przeszedł operację prawego kolana, po powrocie do treningu okazało się, że potrzebna jest kolejna operacja, co uniemożliwiło Polakowi występy w sezonie 2011.
W 2016 rozpoczął współpracę z trenerem Michałem Lićwinko, co zaowocowało w 2017 ustanowieniem rekordu życiowego na wysokości 2,33 (hala w Bańskiej Bystrzycy), a także tytułem halowego mistrza Europy.
2 września 2009 odznaczony przez prezydenta Lecha Kaczyńskiego Złotym Krzyżem Zasługi. W Plebiscycie Przeglądu Sportowego został wybrany odkryciem roku 2009 w polskim sporcie.
Rekordzista Polski juniorów młodszych – 2,26 m (18 czerwca 2006, Warszawa) oraz halowy rekordzista Polski juniorów młodszych – 2,16 (6 stycznia 2006, Łódź). Jest także nieoficjalnym rekordzistą Polski młodzików – 2,06 m (26 września 2004, Świecie).
11 lutego 2022 na zawodach Orlen Cup w Łodzi zakończył oficjalnie karierę sportową.

## Osiągnięcia
| Rok  | Impreza                                 | Miejsce        | Lokata            | Wynik |
| ---- | --------------------------------------- | -------------- | ----------------- | ----- |
| 2005 | Mistrzostwa świata juniorów młodszych   | Marrakesz      | 4. miejsce        | 2,16  |
| 2006 | Mistrzostwa świata juniorów             | Pekin          | 4. miejsce        | 2,23  |
| 2007 | Mistrzostwa Europy juniorów             | Hengelo        | 6. miejsce        | 2,21  |
| 2008 | Mistrzostwa świata juniorów             | Bydgoszcz      | 2. miejsce        | 2,24  |
| 2009 | Halowe mistrzostwa Europy               | Turyn          | el. – 14. miejsce | 2,22  |
| 2009 | Młodzieżowe mistrzostwa Europy          | Kowno          | 1. miejsce        | 2,28  |
| 2009 | Mistrzostwa świata                      | Berlin         | 3. miejsce        | 2,32  |
| 2010 | Superliga drużynowych mistrzostw Europy | Bergen         | 8. miejsce        | 2,18  |
| 2010 | Mistrzostwa Europy                      | Barcelona      | 10. miejsce       | 2,19  |
| 2015 | Halowe mistrzostwa Europy               | Praga          | el. – 9. miejsce  | 2,24  |
| 2015 | Superliga drużynowych mistrzostw Europy | Czeboksary     | 10. miejsce       | 2,14  |
| 2015 | Uniwersjada                             | Gwangju        | 6. miejsce        | 2,20  |
| 2015 | Mistrzostwa świata                      | Pekin          | el. – 33. miejsce | 2,22  |
| 2016 | Mistrzostwa Europy                      | Amsterdam      | el. – 16. miejsce | 2,23  |
| 2016 | Igrzyska olimpijskie                    | Rio de Janeiro | el. – 30. miejsce | 2,22  |
| 2017 | Halowe mistrzostwa Europy               | Belgrad        | 1. miejsce        | 2,32  |
| 2017 | Mistrzostwa świata                      | Londyn         | el. – 20. miejsce | 2,26  |
| 2018 | Halowe mistrzostwa świata               | Birmingham     | 5. miejsce        | 2,25  |
| 2018 | Mistrzostwa Europy                      | Berlin         | 7. miejsce        | 2,24  |
| 2019 | Halowe mistrzostwa Europy               | Glasgow        | 6. miejsce        | 2,22  |

## Rekordy życiowe
| Konkurencja          | Rezultat | Data                             | Miejsce                                                                        |
| -------------------- | -------- | -------------------------------- | ------------------------------------------------------------------------------ |
| skok wzwyż (stadion) | 2,32     | 21 sierpnia 2009 28 czerwca 2017 | Berlin – 6. wynik w historii polskiej lekkoatletyki Ostrawa                    |
| skok wzwyż (hala)    | 2,33     | 8 lutego 2017 30 stycznia 2018   | Bańska Bystrzyca – =2. wynik w historii polskiej lekkoatletyki w hali Trzyniec |
| skok w dal           | 7,04     | 2 października 2007              | Łódź                                                                           |
| bieg na 100 m        | 11,86    | 1 października 2004              | Łódź                                                                           |

## Odznaczenia
- Złoty Krzyż Zasługi (2009)[19]